# チェコ・ヌーヴェルヴァーグ
チェコ・ヌーヴェルヴァーグ（英語The Czechoslovak New Wave、Czech New Wave、チェコ語Česká nová vlna）は、1960年代チェコスロヴァキアの映画作品群を指す用語である。作家でいえば、ミロシュ・フォルマン、ヴェラ・ヒティロヴァ、イヴァン・パッセル、イジー・メンツェル、ヤン・ニェメツ、ヤロミル・イレシュら。作品のもつクォリティと開放性が、「チェコ映画の奇蹟」と言わしめた。

## 概要
世代的には1930年前後生まれで、フランス・パリのヌーヴェルヴァーグ、イギリス・ロンドンのフリー・シネマおよびブリティッシュ・ニュー・ウェイヴ、スイス・レマン湖畔を中心としたグループ5あるいはヌーヴォー・シネマ・スイス、ブラジルのシネマ・ノーヴォ、ノヴォ・シネマ、あるいはアンジェイ・ワイダらいわゆるポーランド派、ジョン・カサヴェテスらいわゆるニューヨーク派、松竹ヌーヴェルヴァーグや羽仁進や勅使河原宏、増村保造らによる日本ヌーヴェルヴァーグとまったくの同世代である。
作家たちの共通点は、プラハ芸術アカデミー映画学部（FAMU）で学んでいることや、ヨーロッパ最大の撮影所のひとつであるバランドフ撮影所（Barrandov Studios）でキャリアを始めていることがある。フリー・シネマに英国映画協会の実験映画支援ファンドがあり、仏ヌーヴェルヴァーグに『カイエ・デュ・シネマ』誌やシネマテーク・フランセーズがあり、「グループ5」に創生期のテレヴィジオン・スイス・ロマンド（TSR）があるように、プラハでは、アカデミーと撮影所が「ゆりかご」となった。また、他国のニュー・シネマ運動がごく初期にそうであったように、プラハでも、多くが1950年代中盤の学部時代に短篇のドキュメンタリーを習作として撮っている。
トレードマークは、即興の長セリフ、ダークで不合理なユーモア、非経験俳優をキャスティングすることである。扱われるテーマは共産圏の国々ではまれなこと、たとえば若者の恋愛のもつれやチェコスロヴァキア社会のモラルの欠如であることが多い。演出的にいって「チェコ・ヌーヴェルヴァーグ」は、関係の緊張することがよくあるフランスのヌーヴェルヴァーグのラフな審美性とは異なっている。磨きぬかれた作品を提示する傾向があり、チェコ文学（Czech literature）に原作をとることが多く、ミラン・クンデラの反共産主義小説『冗談 The Joke』やボフミル・フラバルの『厳重に監視された列車』などがそうである。フォアマンの『火事だよ! カワイ子ちゃん The Firemen's Ball』は、その時代のもうひとつのメジャー映画であり、製作から30年以上が経過したいまでさえカルト映画でありつづけている。
全盛期には1965年から4年連続でアカデミー外国語映画賞にノミネートされ、うち『大通りの店』(ヤン・カダール、エルマール・クロス）、『厳重に監視された列車』(イジー・メンツェル)が受賞した。
同ムーヴメントが突然の終焉を告げるのは、1968年の「プラハの春」と呼ばれる民主化に対するソ連の圧力のあとであった。フォアマン、ニェメツ、パッセルらは、作品への厳重な検閲に直面し、国外へ脱した。

## キー・ワークス
- 黒いペトル Black Peter　1963年　監督ミロシュ・フォルマン
- Something Different（違うなにか）　1963年　監督ヴェラ・ヒティロヴァ
- 夜のダイヤモンド　Diamonds of the Night（Démanty noci）　1964年　監督ヤン・ニェメツ
- 海底の真珠 Perličky na dně　オムニバス　1965年

参加監督イジー・メンツェル、エヴァルト・ショルム、ヴェラ・ヒティロヴァ、ヤン・ニェメツ、ヤロミル・イレシュ
- 厳重に監視された列車 Ostře sledované vlaky　1966年　監督イジー・メンツェル
- ひなぎく Daisies　1966年　監督ヴェラ・ヒティロヴァ
- ブロンドの恋 Loves of a Blonde　1966年　監督ミロシュ・フォルマン
- マルケータ・ラザロヴァー Marketa Lazarová 1967年　監督フランチシェク・ヴラーチル
- 冗談 The Joke　1968年　監督ヤロミル・イレシュ
- 火事だよ! カワイ子ちゃん（消防士の舞踏会） The Firemen's Ball　1968年　監督ミロシュ・フォルマン
- Behold Homolka（ホモルカを見よ）　1969年　監督ヤロスラフ・パポウシェク
- 闇のバイブル 聖少女の詩 Valerie and Her Week of Wonders　1971年　監督ヤロミル・イレシュ
- The Fifth Horseman is Fear　1968年　監督Zbnek Brynych
- Sunshine in a Net（網のなかの陽光）　1962年　監督シュテファン・ウーヘル（en:Štefan Uher）
- Deserters and Pilgrims（The Deserter and the Nomads、砂漠民と放牧民）　1968年　監督ユライ・ヤクビスコ（en:Juraj Jakubisko）
- Celebration in the Botanical Garden（植物園での儀式）　1969年　監督Elo Havetta

## 註
1. ↑  英語や、現地語であるチェコ語「Česká nová vlna」をカタカナ表記するより、日本で流通しているこの語を採用した。
2. 1 2 3  英語版WikipediaCzechoslovak New Waveのページの記述による。